# Camponotus westermanni
Camponotus westermanni é uma espécie de inseto do gênero Camponotus, pertencente à família Formicidae.